# Episodi di The Philip Morris Playhouse
La prima e unica stagione della serie televisiva The Philip Morris Playhouse è andata in onda negli Stati Uniti dal 1º ottobre 1953 al 4 marzo 1954 sulla CBS.
| nº | Titolo originale           | Prima TV USA     |
| -- | -------------------------- | ---------------- |
| 1  | Journey to Nowhere         | 1º ottobre 1953  |
| 2  | Room 203                   | 8 ottobre 1953   |
| 3  | Crime and Punishment       | 15 ottobre 1953  |
| 4  | Temptation                 | 22 ottobre 1953  |
| 5  | Nightmare                  | 29 ottobre 1953  |
| 6  | Ballet for a Stranger      | 5 novembre 1953  |
| 7  | Man Versus Town            | 12 novembre 1953 |
| 8  | Beautiful World            | 19 novembre 1953 |
| 9  | The Sacrifice              | 26 novembre 1953 |
| 10 | Episodio 1x10              | ?                |
| 11 | Serenade in Manhattan      | 10 dicembre 1953 |
| 12 | The Gioconda Smile         | 17 dicembre 1953 |
| 13 | David's Star of Bethlehem  | 24 dicembre 1953 |
| 14 | To Love and to Cherish     | 31 dicembre 1953 |
| 15 | Kitty Doone                | 7 gennaio 1954   |
| 16 | The Little Stone House     | 14 gennaio 1954  |
| 17 | Make Me Happy, Make Me Sad | 21 gennaio 1954  |
| 18 | Taste                      | 28 gennaio 1954  |
| 19 | Up for Parole              | 4 febbraio 1954  |
| 20 | The Man They'd Murdered    | 11 febbraio 1954 |
| 21 | Walk in the Night          | 18 febbraio 1954 |
| 22 | The Murderer Who Wasn't    | 25 febbraio 1954 |
| 23 | A Soldier's Return         | 4 marzo 1954     |

## Journey to Nowhere
- Prima televisiva: 1º ottobre 1953

### Trama
- Interpreti: Eddie Albert, Constance Ford, Lorne Greene (Joe)

## Room 203
- Prima televisiva: 8 ottobre 1953

### Trama
- Interpreti: Nina Foch

## Crime and Punishment
- Prima televisiva: 15 ottobre 1953

### Trama
- Interpreti: Jean-Pierre Aumont, Blanche Yurka

## Temptation
- Prima televisiva: 22 ottobre 1953

### Trama
- Interpreti: Louise Allbritton, Franchot Tone

## Nightmare
- Prima televisiva: 29 ottobre 1953

### Trama
- Interpreti: Jeffrey Lynn

## Ballet for a Stranger
- Prima televisiva: 5 novembre 1953

### Trama
- Interpreti: Vincent Price

## Man Versus Town
- Prima televisiva: 12 novembre 1953

### Trama
- Interpreti: Everett Sloane

## Beautiful World
- Prima televisiva: 19 novembre 1953

### Trama
- Interpreti: Hurd Hatfield, Cloris Leachman

## The Sacrifice
- Prima televisiva: 26 novembre 1953

### Trama
- Interpreti: Charles Korvin

## Episodio 1x10
- Prima televisiva: ?

### Trama
- Interpreti:

## Serenade in Manhattan
- Prima televisiva: 10 dicembre 1953

### Trama
- Interpreti: Donald Cook, Miriam Hopkins, Everett Sloane

## The Gioconda Smile
- Prima televisiva: 17 dicembre 1953

### Trama
- Interpreti: Dennis King, Leueen MacGrath

## David's Star of Bethlehem
- Prima televisiva: 24 dicembre 1953

### Trama
- Interpreti: Louisa Horton, William Prince, Gene Raymond

## To Love and to Cherish
- Prima televisiva: 31 dicembre 1953

### Trama
- Interpreti: John Beal, John Emery, Jane Wyatt

## Kitty Doone
- Prima televisiva: 7 gennaio 1954

### Trama
- Interpreti: Constance Bennett, Everett Sloane, Nydia Westman

## The Little Stone House
- Prima televisiva: 14 gennaio 1954

### Trama
- Interpreti: Betty Field

## Make Me Happy, Make Me Sad
- Prima televisiva: 21 gennaio 1954

### Trama
- Interpreti: Donald Cook, Janis Paige

## Taste
- Prima televisiva: 28 gennaio 1954

### Trama
- Interpreti: Ed Begley, Patricia Breslin, Joseph Schildkraut

## Up for Parole
- Prima televisiva: 4 febbraio 1954

### Trama
- Interpreti: Dane Clark, Cathy O'Donnell

## The Man They'd Murdered
- Prima televisiva: 11 febbraio 1954

### Trama
- Interpreti: Basil Rathbone, Francis L. Sullivan, Joan Wetmore

## Walk in the Night
- Prima televisiva: 18 febbraio 1954

### Trama
- Interpreti: Chester Morris

## The Murderer Who Wasn't
- Prima televisiva: 25 febbraio 1954

### Trama
- Interpreti: Elisha Cook Jr., Bethel Leslie, Rod Steiger

## A Soldier's Return
- Prima televisiva: 4 marzo 1954

### Trama
- Interpreti: John Beal